# Julius a Ethel Rosenbergovi

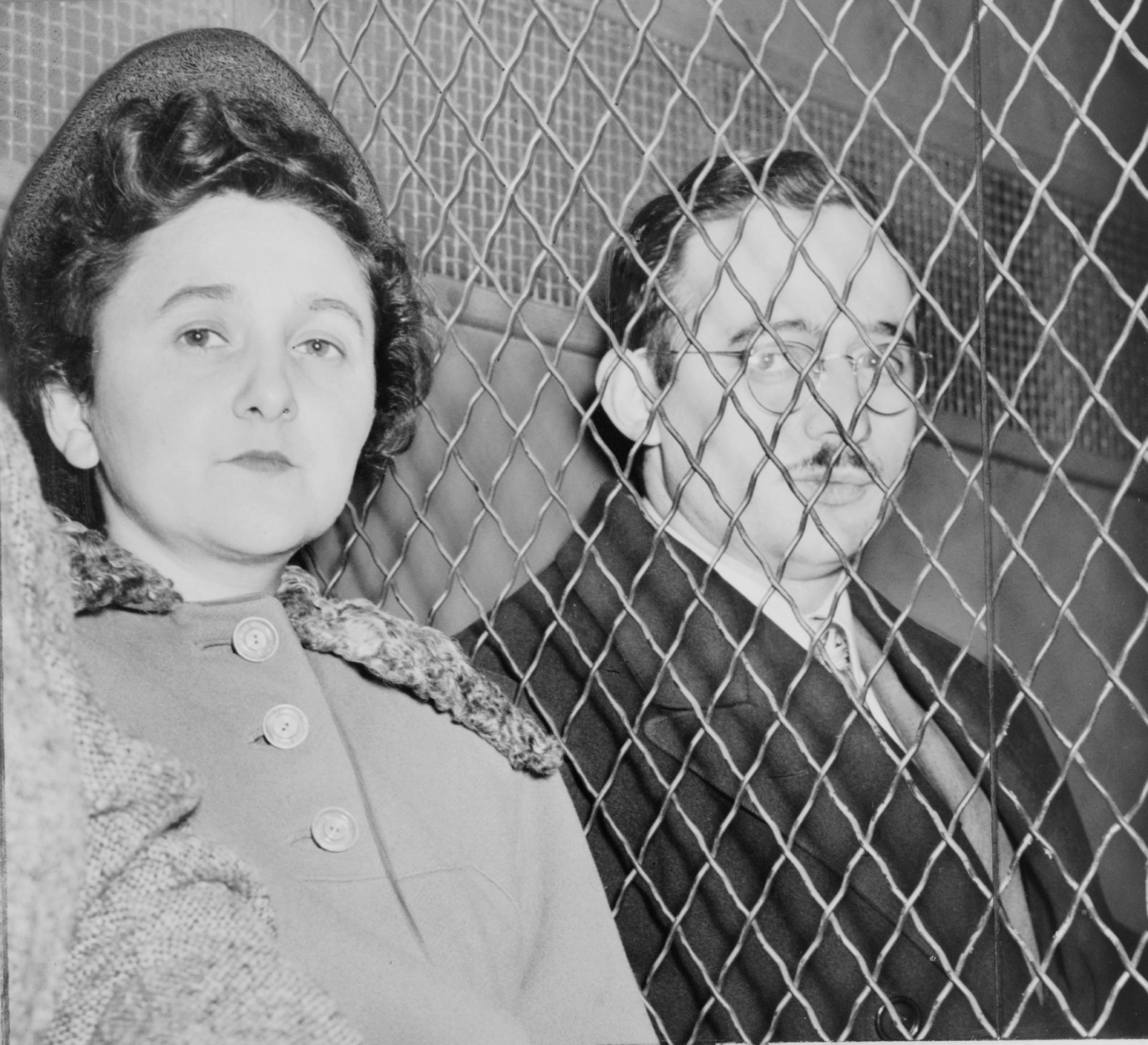
Julius Rosenberg se svou manželkou Ethel

Julius Rosenberg (12. května 1918 New York – 19. června 1953 New York) byl špion popravený spolu se svou manželkou Ethel Rosenbergovou (25. září 1915 New York – 19. června 1953 New York) za špionáž pro Sovětský svaz a vyzrazení řady tajemství, včetně tajemství výroby atomové bomby.

## Mládí
Julius Rosenberg se narodil v chudé rodině ortodoxních židovských přistěhovalců, původem z Polska. Harry a Sophie Rosenbergovi měli kromě Julia další tři děti. Jeho otec si přál, aby se syn Julius stal rabínem, a proto ho poslal do náboženské školy. Julius ze školy v šestnácti letech utekl. Místo náboženské začal studovat na technické škole elektrotechniku. Navzdory otcově výchově vyznával syn radikálně levicové a později komunistické ideály. V té době se seznámil s Ethel Greenglassovou. Na jaře roku 1939 získal titul inženýra elektrotechniky a krátce na to se oženil s Ethel. S tou měl později dva syny; Michaela (1943) a Roberta (1947). Kromě studia byl aktivně činný v Lize mladých komunistů a dalších organizacích komunisty ovládaných.
Po svatbě se se svou manželkou Ethel nastěhoval do Brooklynu. Působil v prokomunistické Federaci architektů, inženýrů a chemiků a po nástupu Hitlera k moci v Německu se aktivně zapojil do organizování finanční pomoci evropským antifašistům. V roce 1942 spolu se svou ženou vstoupil do komunistické strany. V té době získal místo civilního zaměstnance Armádního spojovacího sboru.

## Špionážní činnost
Pro špionáž ve prospěch Sovětského svazu byl získán v roce 1942 příslušníky newyorské rezidentury NKVD. Vystoupil z komunistické strany a přerušil veškeré styky s levicovými kruhy, což bylo jednou z podmínek úspěšné špionážní činnosti. Bylo mu přiděleno krycí jméno Antenna. Svému řídícímu důstojníkovi předával informace z okruhu svých spolupracovníků ve spojovacím sboru. Postupně vytvořil a řídil síť agentů, vesměs specialistů na elektrotechniku, kteří mu předávali utajované informace z oblasti vojenského průmyslu, zejména radarových technologií. Ty potom předával do Moskvy.
Na konci roku 1944 se americké kontrarozvědce podařilo získat důkazy o jeho komunistické minulosti, a proto musel v roce 1945 státní službu opustit. Rosenbergovi (tehdy vedenému pod krycím jménem Liberal) se podařilo získat místo u soukromé firmy. Švagr David Greenglass pracující v Los Alamos mu předával informace o projektu Manhattan a vývoji jaderných zbraní.
V roce 1946 si společně s Davidem Greenglassem (který se na další špionáži odmítl podílet) a dvěma dalšími společníky založil opravárenskou dílnu. Podnikání ale nebylo úspěšné a Julius nakonec ve firmě zůstal sám. Postupně se mu podařilo vytvořit širokou síť složenou z vědců a inženýrů. Od nich dostával informace či dokumenty, které buď předával přímo sovětskému rezidentovi, nebo z nich vytvářel fotokopie. Vedení sovětské rozvědky mu natolik důvěřovalo, že ho dokonce nechávalo prověřovat další potenciální adepty na navázání spolupráce.
Od poloviny 40. let, poté, co na Západ přeběhl sovětský zpravodajský důstojník Viktor Guzenko, který západním bezpečnostním službám předal řadu materiálů o špionážní činnosti Sovětského svazu proti USA, Velké Británii a Kanadě a poté, co se rozeběhla operace Venona, v rámci níž američtí kryptoanalytici luštili zašifrované sovětské depeše vyměňované mezi Sovětským svazem a jeho zastupitelskými úřady, začal FBI postupně odhalovat další sovětské agenty. První zatýkání Rosenbergových přátel ze studií a z dob působení v komunistických organizacích pracujících pro Sověty začalo již v roce 1948 (Rosenbergovu totožnost FBI v té době ještě neznal), některým se ale, s pomocí agentů sovětské (a později i československé) zpravodajské služby, podařilo uprchnout přes Mexiko.
Rosenberga, kterého agenti americké bezpečnosti znali pouze pod krycími jmény, odhalil až Greenglass po svém zatčení v roce 1950. Jeho svědectví se stalo klíčovým i pro pozdější soud s Rosenbergem a jeho manželkou, neboť jedinými jednoznačnými důkazy potvrzujícími Rosebergovu vinu byly telegramy rozluštěné v rámci operace Venona. A ty FBI nemohla použít, aby nedošlo k vyzrazení operace Venona. Dalším, kdo poskytl významné svědectví byla Greenglassova manželka Ruth.

## Zatčení a soud

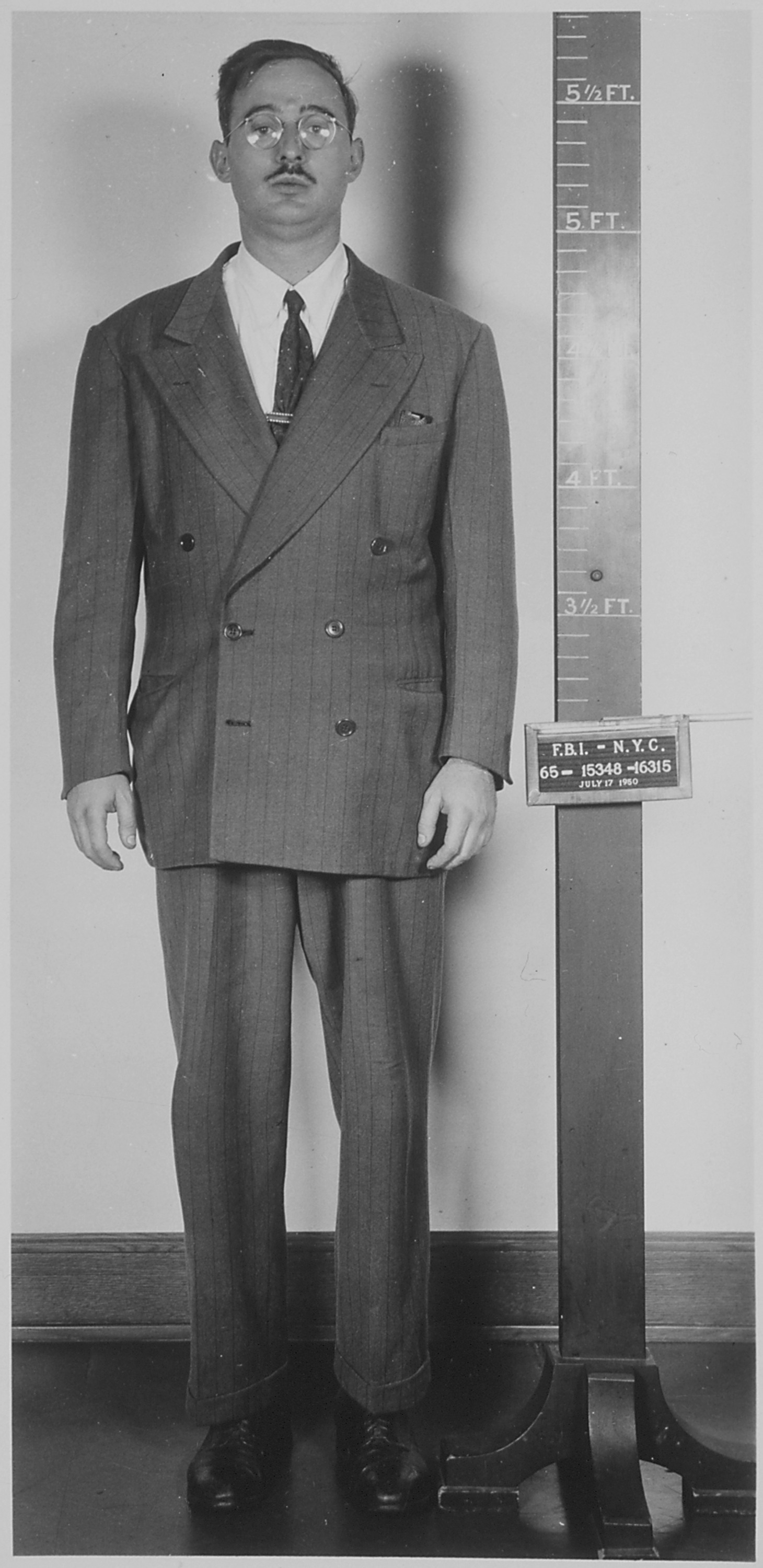
17. července 1950 - fotografie zatčeného Rosenberga.

Poprvé se agenti FBI setkali s Rosenbergem 16. června 1950. Odvezli ho z domova na neformální pohovor (povolení k zatčení neměli) a snažili se z něj získat další informace. Rosenberg ale vše popřel a na radu svého právníka odešel pryč. Zároveň se dozvěděl, že jeho švagr Greenglass byl zatčen a obviněn ze špionáže. Davidu Greenglassovi bylo tehdy přislíbeno, že bude souzen v New Yorku a proto začal proti Rosenbergovi vypovídat. 11. srpna byla zatčena Rosenbergova manželka Ethel.
Rosenbergovi vyšetřovatelé stále neměli dost důkazů, díky nimž by ho bylo možné úspěšně soudit, a proto mu do cely umístili policejního informátora Eugena Tartakowa. Tomu se podařilo s Rosenbergem navázat dobrý vztah a v rozhovorech z něj během půl roku získat spoustu informací. I ty byly později použity u soudu.
Soud s Juliem a Ethel Rosenbergovými začal 6. března 1951. Jako hlavní soudce byl určen Irving Kaufman. Byl vybrán záměrně pro svůj židovský původ, aby byly předem eliminovány námitky proti rasové předpojatosti soudu. Samotné soudní jednání předcházela řada problémů. Především to byl spor mezi státním zastupitelstvím v osobě Irvinga Saypola a Atomovou komisí. Problém byl, že část důkazního materiálu (např. kresby) byly stále státním tajemstvím a nešlo je použít pro veřejné soudní jednání. Dalším problémem bylo, že některé instituce (např. Atomová komise) jednaly již předem o trestu a požadovaly trest smrti, na což si státní zástupce Saypol písemně stěžoval na ministerstvu spravedlnosti.
Poté, co zástupci obžaloby a obhajoby vybrali jednadvacetičlennou porotu bylo zahájeno soudní jednání. Obžaloba postupně předvolala řadu svědků s jejichž pomocí se snažila dokázat Juliu Rosenbergovi špionáž ve prospěch cizí mocnosti a spoluúčast Ethel na této činnosti. Největším problémem pro žalobce bylo velké množství informací, které nemohl u soudního jednání použít pro jejich utajení. Poté zvala své svědky obhajoba; jako první byl předvolán Rosenberg. Popřel veškerá obvinění, při křížovém výslechu se ale žalobě podařilo Rosenbergovu výpověď zpochybnit. Poté vypovídala Ethel, která zpochybnila výpověď svého bratra, Davida Greenglasse. I její výpověď žaloba zpochybnila. Oba manželé si navíc uškodili opakovaným odmítáním odpovědí s odvoláním na pátý dodatek Ústavy Spojených států amerických (možnost odepřít výpověď, která by je poškodila). Naproti tomu se žalobě přes opakovaná tvrzení, že špionáž financovala cizí mocnost nepodařilo prokázat, že Rosenbergovi zradili pro peníze.
29. března 1951 byli manželé Rosenbergovi porotou shledáni vinnými na základě zákona o špionáži z roku 1917 z toho, že předali cizí vládě informace týkající se národní bezpečnosti. 9. dubna vyhlásil soudce rozsudek, jímž byl trest smrti pro Julia i Ethel Rosenbergovy (obžaloba zpočátku pro Ethel požadovala pouze trest vězení). Obhajoba následně podala odvolání, čímž byl výkon trestu odložen. Obvodní soud v New Yorku a Nejvyšší soud ve Washingtonu změnu rozsudku zamítly. Rozsudek byl soudcem Kaufmanem definitivně podepsán 21. listopadu 1952. Výkon trestu byl určen na druhý lednový týden roku 1953.
Začátkem roku 1953 se na americké i mezinárodní úrovni rozběhla kampaň na podporu manželů Rosenbergových. Významné osobnosti poukazovaly na nedostatečnost důkazů prokazujících jejich vinu. Rozluštěné sovětské telegramy, které vinu Rosenberga jednoznačně prokazovaly (ne však jeho ženy), zůstaly dál střeženy jako tajemství a osoby, které je četly, musely mlčet. V únoru 1953 zamítl Dwight Eisenhower žádost obhajoby o milost. O oddálení či dokonce zrušení popravy se snažila i FBI. Vyšetřovatelé totiž doufali, že pobyt ve vězení by Rosenberga natolik zlomil, že by mohl začít vypovídat o dalších sovětských agentech ve Spojených státech. 25. května zamítl žádost o udělení milosti Nejvyšší soud USA. Výkon trestu byl stanoven 18. června 1953.
Začátkem června oznámila obhajoba, že chce znovu obnovit soudní řízení z důvodů objevení nových skutečností (objevil se údajný stolek, který manželé měli používat jako schránku na mikrofilmy) a zjištění, že hlavní svědci obžaloby, manželé Greenglassovi, lhali. Soudce Kaufman žádost zamítl. 16. června prezident Eisenhower odmítl udělení milosti pro E. Rosenbergovou. Ještě 17. června zamítl obvodní soud žádost o znovuobnovení procesu; soud totiž rozhodoval podle zákona o špionáži z roku 1917, který však byl nahrazen zákonem o atomové energii v roce 1946. Podle něj může být trest smrti vynesen pouze jedná-li se o úmyslné poškození USA. 19. června, v den popravy o tomto faktu jednal Nejvyšší soud, který námitku v hlasování zamítl (špionážní činnost probíhala před vydáním nového zákona). Ve dvě hodiny odpoledne 19. června zamítl prezident Eisenhower druhou žádost o milost.

## Mezinárodní ohlas
Proti procesu a odsouzení k smrti podporovaném americkou vládou však protestovala část americké i mezinárodní veřejnosti. Mezi protestujícími byli též nekomunisté, nositelé Nobelovy ceny vědci Albert Einstein či Harold Urey, američtí komunisté a levicově orientovaní umělci jako Nelson Algren, Dashiell Hammett, Jean Cocteau, Diego Rivera, Frida Kahlo, Pablo Picasso či černošská mezinárodní Longshoremenova asociace žádali zastavení procesu.

## Poprava
Do poslední chvíle se FBI snažila přimět oba odsouzené k výpovědi o špionážní činnosti, čímž by si zachránili život, neboť by následovalo nové vyšetřování a snížení trestu. Oba manželé ale vypovídat (a tedy přiznat svou vinu) odmítli.
Julius Rosenberg byl přiveden k elektrickému křeslu a ve 20.08 hodin konstatoval lékař smrt. Ethel Rosenbergová zemřela deset minut po svém manželovi.

## Nový pohled na proces a popravu Ethel Rosenbergové

Ethel Rosenbergová na fotografii po zatčení. Fotografie vznikla 8. srpna 1950.

Zatímco později odtajněné dokumenty potvrdily špionážní činnost Julia Rosenberga, názory na usmrcení jeho manželky i nadále rozdělují americkou společnost.
V pozdních rozhovorech s novináři a historiky spoluodsouzení David Greenglass a Morton Sobell tvrdili, že Ethel Rosenbergová se na špionáži nijak nepodílela, i když o ní zcela jistě věděla. Greenglass prohlásil, že svou sestru Ethel před soudem falešně obvinil, aby dosáhl slibovaného snížení trestu pro sebe a milosti pro svou manželku Ruth (ta před soudem byla pouze v roli svědkyně). Tehdejší zástupce prokurátora William P. Rogers přiznal, že obvinění Ethel mělo za účel Rosenberga zastrašit a dostat z něj přiznání a jména dalších špiónů, což se však nepodařilo. Také nedávno odtajněné dokumenty z procesu potvrdily, že Greenglass i jeho manželka Ruth během vyšetřování a před velkou porotou vypovídali o Ethel jinak, než později před soudem. Takže žalobce buď naváděl svědky ke křivému svědectví, nebo předkládal soudu svědectví, o němž věděl, že je falešné. Přitom zveřejněné dokumenty projektu Venona ukázaly, že Ruth Greenglassová měla od sovětské tajné služby přiděleno krycí jméno, avšak Ethel Rosenbergová nikoliv. Na základě těchto zjištění vydala Městská rada v New Yorku prohlášení, v němž popravu Ethel Rosenbergové označila jako nespravedlivou.